# Cirilización del coreano

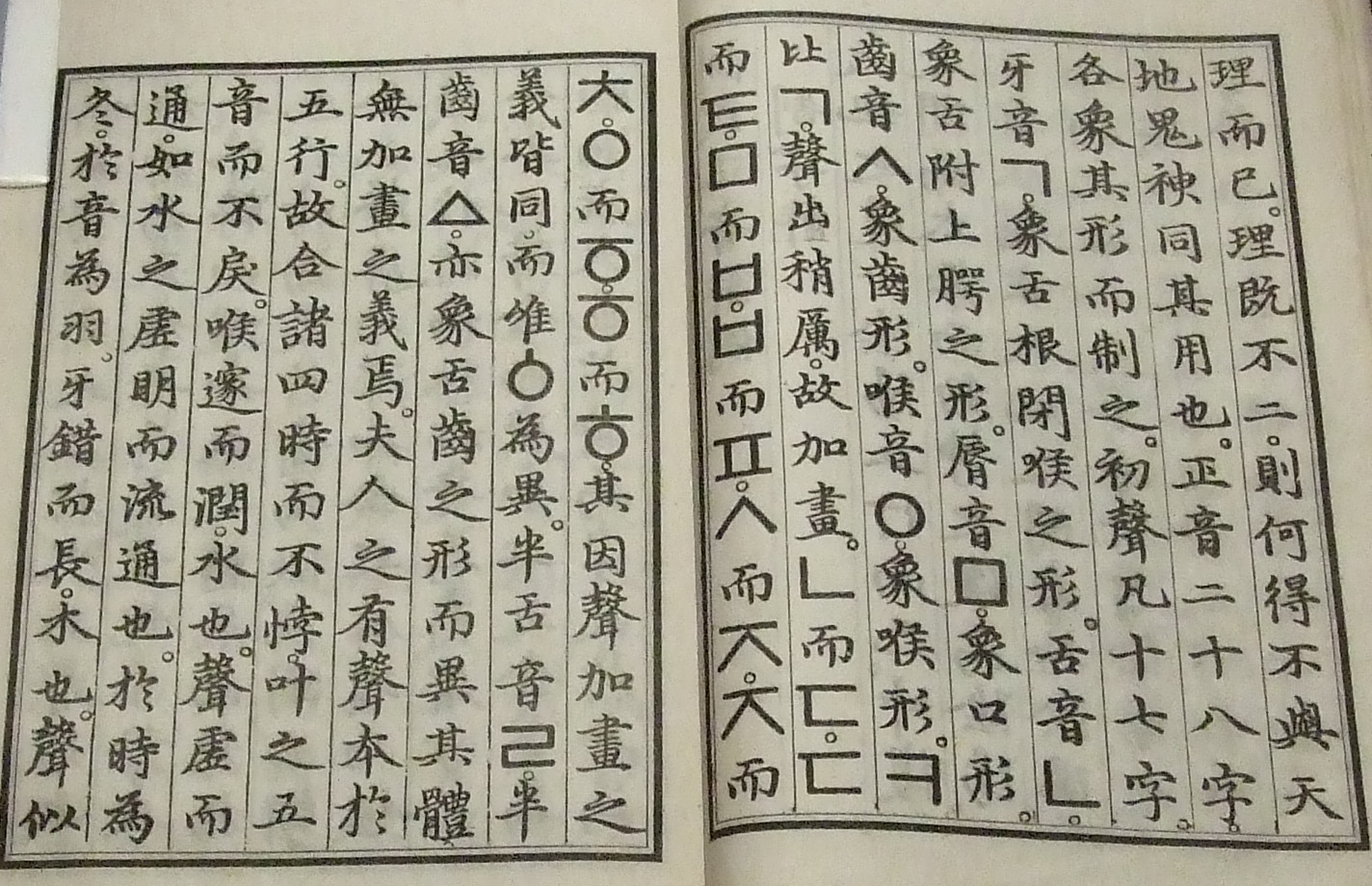
Réplica de Hunmin Jeongeum Haerye, el libro en el que se explica la creación del hangul. Fotografía tomada en el Museo Nacional de Corea en Seúl.

El sistema Kontsevich  (ruso: Система Концевича/Sistema Kontsevicha) para la cirilización de la lengua coreana fue creada por el académico Lev Kontsevitch (en ruso: Александр Холодович: Лев Концевич) basado en el sistema anteriormente diseñado por Aleksandr Holodovich (ruso: Александр Холодович). Este sistema es actualmente el sistema principal para transcribir palabras coreanas a la lengua rusa.

## Introducción
Sistemas para la cirilizacion del coreano estuvieron desarrollándose tanto en Corea del Norte como en Corea del Sur. Sin embargo, Kontsevich llevó a cabo el trabajo la sistemización de estas reglas. En contraste con algunos sistemas de romanización del coreano, la transcripción está basada principalmente en la pronunciación de una palabra, más que en su ortografía.

## Consonantes

### Inicial
| Hangul                | ㄱ | ㄴ | ㄷ | ㄹ | ㅁ | ㅂ | ㅅ | ㅈ | ㅊ  | ㅋ | ㅌ | ㅍ | ㅎ | ㄲ | ㄸ | ㅃ | ㅆ | ㅉ  | ㅇ |
| Cirílico              | к  | н  | т  | р  | м  | п  | с  | ч  | чх  | кх | тх | пх | х  | кк | тт | пп | сс | чч  | -  |
| McCune-Reischauer     | k  | n  | t  | r  | m  | p  | s  | ch | ch' | k' | t' | p' | h  | kk | tt | pp | ss | tch | -  |
| Romanización Revisada | G  | n  | d  | r  | m  | b  | s  | j  | ch  | k  | t  | p  | h  | kk | tt | pp | ss | jj  | -  |

### Final
| Hangul                | ㄱ | ㄴ | ㄷ | ㄹ | ㅁ | ㅂ | ㅅ | ㅈ | ㅊ | ㅋ | ㅌ | ㅍ | ㅎ | ㄲ | ㄸ | ㅃ | ㅆ | ㅉ | ㅇ |
| Cirílico              | к  | н  | т  | ль | м  | п  | т  | т  | т  | к  | т  | п  | т  | к  | -  | -  | т  | -  | нъ |
| McCune–Reischauer     | k  | n  | t  | l  | m  | p  | t  | t  | t  | k  | t  | p  | t  | k  | -  | -  | t  | -  | ng |
| Romanización Revisada | k  | n  | t  | l  | m  | p  | t  | t  | t  | k  | t  | p  | t  | k  | -  | -  | t  | -  | ng |

### Reglas de consonante medial
Algunas letras están transcritas de manera diferente en medio de una palabra cuando siguen otras letras.
| Siguiente inicio→Previo final↓ | Siguiente inicio→Previo final↓ | ㄱ  | ㄴ | ㄷ   | ㄹ | ㅁ  | ㅂ  | ㅅ   | ㅈ   | ㅊ   | ㅋ   | ㅌ   | ㅍ   | ㅎ | ㅇ |
| Siguiente inicio→Previo final↓ | Siguiente inicio→Previo final↓ | к   | н  | т    | р  | м   | п   | с    | ч    | чх   | кх   | тх   | пх   | х  | -  |
| ------------------------------ | ------------------------------ | --- | -- | ---- | -- | --- | --- | ---- | ---- | ---- | ---- | ---- | ---- | -- | -- |
| ㄱ                             | к                              | кк  | нн | кт   | нн | нм  | кп  | кс   | кч   | кчх  | ккх  | ктх  | кпх  | кх | г  |
| ㄴ                             | н                              | нг  | нн | нд   | лл | нм  | нб  | нс   | ндж  | нчх  | нкх  | нтх  | нпх  | нх | н  |
| ㄹ                             | ль                             | льг | лл | льтт | лл | льм | льб | льсс | льчч | льчх | лькх | льтх | льпх | рх | р  |
| ㅁ                             | м                              | мг  | мн | мд   | мн | мм  | мб  | мс   | мдж  | мчх  | мкх  | мтх  | мпх  | мх | м  |
| ㅂ                             | п                              | пк  | мн | пт   | мн | мм  | пп  | пс   | пч   | пчх  | пкх  | птх  | ппх  | пх | б  |
| ㅇ                             | нъ                             | нг  | нн | нд   | нн | нм  | нб  | нс   | ндж  | нчх  | нкх  | нтх  | нпх  | нх | нъ |

## Vocales
| Hangul                | ㅏ | ㅑ | ㅓ | ㅕ  | ㅗ | ㅛ | ㅜ | ㅠ | ㅡ | ㅣ | ㅐ | ㅒ  | ㅔ   | ㅖ    | ㅚ | ㅟ | ㅢ    | ㅘ | ㅝ | ㅙ  | ㅞ |
| Cirílico              | а  | я  | о  | ё   | о  | ё  | у  | ю  | ы  | и  | э  | йя  | е    | йе/-е | ве | ви | ый/-и | ва | во | вэ  | ве |
| McCune–Reischauer     | a  | ya | ŏ  | yŏ  | o  | yo | u  | yu | ŭ  | i  | ae | yae | e/-ë | ye    | oe | wi | ŭi    | wa | wŏ | wae | we |
| Romanización Revisada | a  | ya | eo | yeo | o  | yo | u  | yu | eu | i  | ae | yae | e    | ye    | oe | wi | ui    | wa | wo | wae | we |

## Ejemplos
| Español                                 | Hangul (Hanja)                                           | RR (RR transliteration in parentheses)                                                                                                   | Kontsevich (Latin transliteration in parentheses)                                                                       |
| --------------------------------------- | -------------------------------------------------------- | --- | --- |
| “pared”                                 | 벽(壁)                                                   | byeok (byeog) | пёк (pyok) |
| “en la pared”                           | 벽에                                                     | byeoge (byeog-e) | пёге (pyoge) |
| “fuera” (sin declinar)                  | 밖                                                       | bak (bakk) | пак (pak) |
| “fuera de...”                           | 밖에                                                     | bakke (bakk-e) | пакке (pakke) |
| “cocina”                                | 부엌                                                     | bueok (bueok) | пуок (puok) |
| “en la cocina”                          | 부엌에                                                   | bueoke (bueok-e) | пуокхе (puokhe) |
| “Wikipedia”                             | 위키백과(百科)                                           | wikibaekgwa (wikibaeggwa) | викхибэкква (vikhibekkva)                                                                                               |
| “Hangul”                                | 한글                                                     | hangeul or han-geul (han-geul) | хангыль (hangyl') |
| “Hanja”                                 | 한자 (漢字)                                              | hancha or han-cha (han-ja) | ханча (hancha) |
| “letra”                                 | 글자( - 字)                                              | geulja (geul-ja) | кыльчча (kyl'chcha) |
| “fácil”                                 | 쉬운…                                                    | swiun… (swiun…) | свиун… (sviun…) |
| “Las cuatro estaciones son diferentes.” | 사계절(四季節)이 뚜렷하다.                               | Sagyejeori tturyeotada. (Sa-gye-jeol-i ttu-lyeoshada.)                                                                                   | Сагеджори ттурётхада. (Sagedzhori tturyothada)                                                                          |
| “Marque la casilla que desee.”          | 원(願)하시는 선(線) 색(色)깔과 굵기에 체크하시면 됩니다. | Wonhasineun seon saekkkalgwa gukgie chekeuhasimyeon doemnida. (Won-ha-si-neun seon saegkkal-gwa gulg-gie che-keu-ha-si-myeon doebni-da.) | Вонхасинын сон сэкккальгва куккие чхекхыхасимён твемнида. (Vonhasinyn son se`kkal'gva kukkie chhekhyhasimyon tvemnida.) |